# Nachal Jiftach'el
Nachal Jiftach'el (hebrejsky: נחל יפתחאל) je vádí v Dolní Galileji, v severním Izraeli.
Začíná v nadmořské výšce přes 300 metrů na východních svazích hory Har Tur'an, nedaleko vesnice Micpe Netofa. Směřuje pak k jihu a u města Tur'an vstupuje do údolí Bik'at Tur'an, kterým prochází západním směrem po celé jeho délce. Od severu tu do něj ústí vádí Nachal Tur'an. Pak se stáčí okolo západních svahů Har Tur'an k severu a mezi obcemi Bejt Rimon a Rumat al-Hejb přechází z údolí Bik'at Tur'an do údolí Bejt Netofa. Zde prochází zemědělsky intenzivně využívanou krajinou k západu, přičemž vodní režim v tomto údolí je uměle regulován, protože jeho středem prochází Národní rozvaděč vody – dálkový vodovod, kvůli němuž jsou lokální toky regulovány a odkláněny. Nachal Jiftach'el proto také obchází umělou vodní nádrž Ma'agar Bejt Netofa a pak opouští údolí v jeho jihozápadním okraji. Mezitím ještě poblíž pahorku Tel Chanaton přijímá vádí Nachal Jodfat. Vede pak soutěskou a mezi horou Har Jiftach'el (na ní stojí vesnice Alon ha-Galil) a protějším pahorkem, na němž stojí obec ha-Solelim, ústí zprava do vádí Nachal Cipori.